# 佩切涅格人

佩切涅格人的塔木加印記

佩切涅格人是西突厥乌古斯人的一支（鐵勒中的比千與一部分康居人），受到葛逻禄的驱逐而迁往咸海附近，而后他们继续西迁，10世纪时到达顿河和多瑙河下游，在11世纪时与拜占庭帝国发生冲突，11世纪末至12世纪初的几场战争中他们被东罗马帝国所败，后来在匈牙利被馬札兒人收留於是定居下来，逐渐融入到當地居民中。
他们曾打败可萨人，康里人与巴什基尔人、加告茲人和卡拉卡爾帕克人的一些部族与他们有关。

## 资料来源
- 勒内·格鲁塞，蓝琪译（2007年）．草原帝国．北京：商务印书馆．ISBN 978-7-100-02862-2．